# Frat Pack
Frat Pack er kaldenavnet på en gruppe skuespillere, der har spillet sammen i nogle af de mest sælgende komediefilm. Navnet blev først taget i brug juni 2004, da avisen USA Today bragte en artikel om skuespillere, der sammen havde sat sig på filmene, hvis primære opgave var at få folket til krampagtigt at grine.
Frat Pack-navnet blev i første omgang kædet sammen med skuespillerne Ben Stiller, Jack Black, Vince Vaughn, Will Ferrell og brødrene Owen og Luke Wilson. Senere kom også Steve Carell med i gruppen efter han gjorde krav på et medlemskab, da han var vært for underholdningsprogrammet Saturday Night Live. Hans helt præcise ord var at han nu var "en del af gruppen."
Senere hen er netværket blevet udvidet. Bagmanden Judd Apatow står altid anført som enten producer eller instruktør i flere af Frat Pack-filmene, mens der samtidig er opstået en helt ny generation af skuespillere – de går under navnet The Pledges.
Det startede originalt med Paul Rudd, da han spillede med i den verdensberømte sitcom Friends, hvor han var Phoebe Buffays kæreste (og senere mand), Mike Hannigan. Senere kom den canadiske skuespiller Seth Rogen, der nu har været med i et utal af sjove komediefilm, mens også Jason Segel blander sig i Frat Pack-gruppen, omend han ikke er nær så eksponeret som den resterende del.
Udover Rudd- og Rogen-generationen er der nu en helt ny generation, der begynder at røre på sig. Den har frontmændende Michael Cera, Christopher Mintz-Plasse og Jonah Hill, som alle fik deres store gennembrud i 2007. Cera, Mintz-Plasse og Jonah Hill var hovedpersonerne i Superbad, en semi-biografi af netop nævnte Seth Rogen, mens Seth Roger var med i Knocked Up, der fik premiere i selvsamme år. Michael Cera spiller desuden en af hovedrollerne i 2009-filmen Year One, som lander i biograferne til sommer, mens Christopher Mintz-Plasse var en væsentlig figur i 2008-filmen Role Models, der havde Paul Rudd og Seann William Scott i hovedrollerne. Udover Hill, Cera og Mintz-Plasse figurerer Jay Baruchel også i denne generation.

## Frat Pack-medlemmer

### Skuespillere
- Ben Stiller
- Will Ferrell
- Vince Vaughn
- Owen Wilson
- Jack Black
- Steve Carell
- Paul Rudd

### Folkene bag
- Todd Phillips
- Judd Apatow
- Shauna Robertson
- Adam McKay

## Filmografi i udvalg
- Zoolander (2001)
- Old School (2003)
- Starsky & Hutch (2004)
- Dodgeball: A True Underdog Story (2004)
- Anchorman: The Legend of Ron Burgundy (2004)
- The 40 Year Old Virgin (2005)
- Wedding Crashers (2005)
- Talladega Nights: The Ballad of Ricky Bobby (2006)
- Blades of Glory (2007)
- Knocked Up (2007)
- Superbad (2007)
- Forgetting Sarah Marshall (2008)
- Drillbit Taylor (2008)
- Pineapple Express (2008)
- Role Models (2008)
- Tropic Thunder (2008)
- Step Brothers (2008)
- I Love You, Man (2009)
- Observe and Report (2009)
- Year One (2009)
- Land of the Lost (2009)
- Funny People (2009)

## Ekstern henvisning
- Frat Pack-fanside Arkiveret 25. juli 2009 hos  Wayback Machine